# 刺猬紫檀
刺猬紫檀（学名：Pterocarpus erinaceus），俗称非洲花梨木，是紫檀屬的一種喬木，分佈于非洲西部的荒漠草原地帶。它是一種好的薪柴，也可以用來製作家具。其紅色的樹脂可用作染料。其根部的根瘤菌有利於提高土壤肥力。而它的葉子在馬里是一種常見的綿羊飼料。

## 保育狀況
其被列為《瀕危野生動植物種國際貿易公約》（CITES）附錄二的物種，被限制出口及貿易。

## 外部連結
- West African plants（西非植物攝影指南）中有關Pterocarpus erinaceus的資料